# غابرييل برنارد
غابرييل برنارد هي كاتِبة وشاعرة بلجيكية، ولدت في 26 مارس 1893 في Moustier-sur-Sambre ‏ في بلجيكا، وتوفيت في يناير 1963 في نامور في بلجيكا.